# Klašnjice
Klašnjice (en serbe cyrillique : Клашњице) est un village de Serbie situé sur le territoire de la Ville de Vranje, district de Pčinja. Au recensement de 2011, il comptait 22 habitants.
Klašnjice est également connu sous les noms de Klašnice et Klašnica.

## Démographie
| 1948 | 1953 | 1961 | 1971 | 1981 | 1991 | 2002 | 2011 |
| ---- | ---- | ---- | ---- | ---- | ---- | ---- | ---- |
| 248  | 242  | 220  | 155  | 97   | 67   | 39   | 22   |

|  |